# Малейка (река, впадает в Матырское водохранилище)
Малейка (Малейчик, Мокрый Малей, Сухой Малей) — река, впадает в Матырское водохранилище, протекает по территории Грязинского района Липецкой области России. До наполнения Матырского водохранилища Малейка была правым притоком Матыры, сливаясь с ней около Новой Жизни. Длина реки — 14 км, площадь водосборного бассейна — 50 км².

## Описание
Малейка начинается около села Головщино. Генеральным направлением течения реки является запад. Около южной окраины села Малей впадает в Матырское водохранилище на высоте 109 м над уровнем моря.

## Данные водного реестра
По данным государственного водного реестра России относится к Донскому бассейновому округу, водохозяйственный участок реки — Матыра, речной подбассейн реки — бассейны притоков Дона до впадения Хопра. Речной бассейн реки — Дон (российская часть бассейна).
Код объекта в государственном водном реестре — 05010100412107000003014.